# Henry Francis Fynn
Henry Francis Fynn (29 de marzo de 1803, Grosvenor Square de Londres, Inglaterra - 20 de septiembre de 1861, Durban, Natal, Sudáfrica) fue un viajero y comerciante inglés. 
Su diario abarca el período que va desde 1824 hasta 1836, y es la historia del primer colono blanco en Natal y el primer relato de la vida en esa zona africana. Es además la mejor crónica contemporánea de los hechos de Shaka, de la nación zulú en su tiempo y del reino fundado por él.